# Gonzalo Ferre
Gonzalo Ferre Moltó (* 1954 in Alicante) ist ein spanischer Manager. Vom 18. Januar 2013 bis November 2016 war er Präsident der Eisenbahninfrastruktur-Behörde Adif.

## Leben und Wirken
Nach einem Studium der Rechtswissenschaften wurde Ferre Beamter und Prüfer im Wirtschafts- und Finanzministerium des spanischen Staates. Anschließend war er stellvertretender Generaldirektor des Schatzamtes, ehemaliger CEO der spanischen Autobahngesellschaft, Präsident der Staatlichen Münze und Briefmarken.
Bis zu seiner Berufung im Februar 2012 als Generalsekretär für Infrastruktur hatte Ferre die Position des CEO der Autobahnen in Südamerika für die Abertis Gruppe inne.